# Leptotarsus (Longurio) vulsurus
Leptotarsus (Longurio) vulsurus is een tweevleugelige uit de familie langpootmuggen (Tipulidae). De soort komt voor in het Afrotropisch gebied.